# Vachellia gummifera
Espèce
Vachellia gummifera, le Gommier marocain, est une espèce de plantes à fleurs de la famille des Fabacées. C'est un arbuste épineux, qui vit en zone semi-aride. Son nom arabe est talh bledi, par opposition avec une espèce voisine introduite, l'Acacia horrida qui est appelé talh roumi ou Gommier du Cap.
Il est supposé spécifique au Maroc où il est considéré comme endémique. Cependant, la présence dans l'herbier Tourlet d'un spécimen provenant de Kabylie (Oued El-Guira, district de Douiran) laisse supposer que son aire de répartition était plus étendue. Cette plante existait au Maroc, au nord de l'Oued Mellah (Maroc) mais les stations n'ont plus été retrouvées. Il appartient au genre Vachellia et à une famille largement répandue en Afrique sub-sahélienne.

## Description
On le trouve couramment sous forme d'un arbrisseau de 1 m à 1,50 m à fortes épines blanches de 1 à 1,5 cm de long, droites ou recourbées, de couleur rouge quand elles sont jeunes.

### Les feuilles
Les feuilles sont bipennées, de couleur vert pâle, glauques, composées, alternes, avec 1 à 3 paires de folioles. Elles sont disposées en mode alterne, avec un pétiole. Elles sont solitaires sur les jeunes rameaux.

### Les fleurs
Les fleurs sont regroupées en glomérules, comme chez les Mimosacées. Les glomérules de fleurs jaunes groupées en courtes grappes donnent ensuite des gousses aplaties et oblongues.

### Les fruits
Les fruits sont des gousses (légume) de 10 à 17 cm de longueur, solitaires ou groupées par 2, parfois 3. Ces gousses sont droites et leur aspect est velouté. Elles contiennent des graines de couleur noire. Souvent, les graines sont attaquées par un charançon (bruche) qui les rend stériles.

## Répartition

### Répartition historique (Maroc)
Les observations du botaniste Louis Emberger (au milieu du XXe siècle) situaient le gommier marocain sur de petites stations reliques plus ou moins localisées et disparues :
- Oued El Akreuch (affluent du fleuve Bouregreg): disparue,
- Oued Yquem : disparue,
- Oued Nefifikh : disparue,
- Oued Mellah (stations et peuplement reconnus en 1964-1966, voir ci-après)[5].

### Répartition 1964-1966
Le peuplement de l'Oued Mellah a été vu et identifié en 1964-1966. Les stations se trouvaient en amont du barrage, sur les rives du lac et sur le plateau de la rive droite.
Le gommier marocain habite les plaines arides du Maroc méridional occidental et les basses montagnes qui les bordent :
- plaines du Tadla, du Haouz et des Rehamnas,
- Sousse, Djebilets et premiers contreforts du Grand Atlas.

Très au sud de l'oued Mellah, on trouve le gommier dans les formations d’Argania spinosa (Arganier). Il forme aussi une petite forêt d'environ 1200 ha, près d'El Kalaa, dans la région de Beni Mellal.

### Répartition mondiale
Selon Le Floc'h et Aronson, l'aire gommier marocain déborde du Maroc historique. Nous citons : 

« Ainsi à l’Ouest, au Sahara "atlantique", on rencontre Dracaena draco var. ajgal, Acacia gummifera, Argania spinosa. »

— Le Floc'h et Aronson,  p. 72
.
Les auteurs insistent sur la végétation particulière, une formation à Arganiers.

## Utilisations
Cet arbre fournit une gomme abondante, plus connue sous le nom de gomme ammoniaque qui fait l'objet d'un commerce local.
C'est également une source de bois de feu et de charbon de bois. Il est également employé à des usages domestiques (manches d'outils agricole). Les nomades du sud marocain sont dépendants de cet arbre pour leur survie. Il est aussi employé pour constituer des enclos à bétail avec les branches épineuses tressées (zeribas).
Nous citons : « Il est fréquent que les arbres soient mutilés par les chevaux et moutons qui les broutent et même par les lièvres. Les nomades ne pourraient pas survivre au Sud du Maroc sans l'acacia gummifera ».